# Vladimir Krstić
Vladimir Krstić (Osijek, 27 luglio 1972) è un ex cestista e allenatore di pallacanestro croato, fino al 1991 jugoslavo.

## Carriera
Con la Croazia ha disputato due edizioni dei Campionati europei (1999, 2001).

## Palmarès
- Campionato croato: 2

Cibona Zagabria: 1998-99, 1999-2000
- Coppa di Croazia: 2

Spalato: 1994
Cibona Zagabria: 1999